# Municipio de Finley (Indiana)
El municipio de Finley (en inglés: Finley Township) es un municipio ubicado en el condado de Scott en el estado estadounidense de Indiana. En el año 2010 tenía una población de 1469 habitantes y una densidad poblacional de 14,32 personas por km².

## Geografía
El municipio de Finley se encuentra ubicado en las coordenadas 38°37′8″N 85°52′18″O / 38.61889, -85.87167. Según la Oficina del Censo de los Estados Unidos, el municipio tiene una superficie total de 102,61 km², de la cual 101,92 km² corresponden a tierra firme y (0,68%) 0.69 km² es agua.

## Demografía
Según el censo de 2010, había 1469 personas residiendo en el municipio de Finley. La densidad de población era de 14,32 hab./km². De los 1.469 habitantes, el municipio de Finley estaba compuesto por el 98,23% blancos, el 0,41% eran afroamericanos, el 0,14% eran amerindios, el 0,14% eran asiáticos, el 0,14% eran isleños del Pacífico, el 0,48% eran de otras razas y el 0,48% pertenecían a dos o más razas. Del total de la población el 1,36% eran hispanos o latinos de cualquier raza.